# Чемпіонат світу з трекових велоперегонів 1955
Чемпіонат світу з трекових велоперегонів 1955 проходив з 31 серпня по 3 вересня 1955 року в Мілані, Італія на велодромі Vigorelli. Усього на чемпіонаті розіграли 5 комплектів нагород — 3 серед професіоналів та 2 серед аматорів. 

## Медалісти

### Чоловіки
Професіонали
| Дисципліна                         | Золото           | Срібло         | Бронза           |
| Спринт                             | Антоніо Маспес   | Оскар Платтнер | Арі ван Вліт     |
| Індивідуальна гонка переслідування | Ґвідо Мессіна    | Рене Штрелер   | Вім ван Ест      |
| Гонка за лідером                   | Гільєрмо Тімонер | Вальтер Бухер  | Джузеппе Мартіно |

Аматори
| Дисципліна                         | Золото        | Срібло          | Бронза         |
| Спринт                             | Джузеппе Оґна | Хорхе Батіз     | Джон Тресіддер |
| Індивідуальна гонка переслідування | Норман Шайл   | Пітер Бразертон | Леандро Фаджін |

## Загальний медальний залік
| Місце  | Країна          | Золото | Срібло | Бронза | Загалом |
| ------ | --------------- | ------ | ------ | ------ | ------- |
| 1      | Італія          | 3      |        | 2      | 5       |
| 2      | Велика Британія | 1      | 1      |        | 2       |
| 3      | Іспанія         | 1      |        |        | 1       |
| 4      | Швейцарія       |        | 3      |        | 3       |
| 5      | Аргентина       |        | 1      |        | 1       |
| 6      | Нідерланди      |        |        | 2      | 2       |
| 7      | Австралія       |        |        | 1      | 1       |
| Всього | Всього          | 5      | 5      | 5      | 15      |